# Ordinateur de poche
Un ordinateur de poche est un petit appareil mobile programmable, de la taille d'une calculatrice.

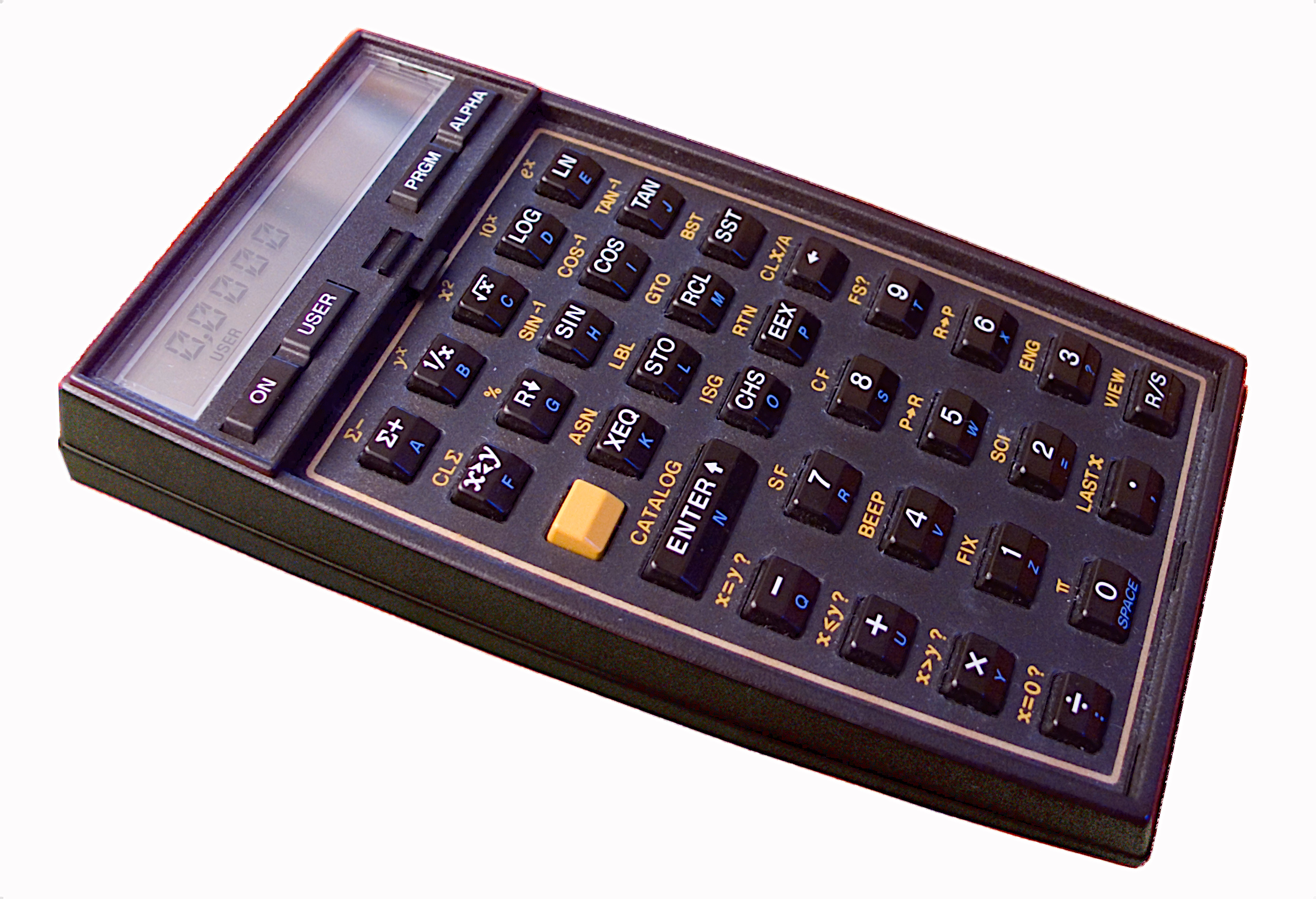
HP-41 1979

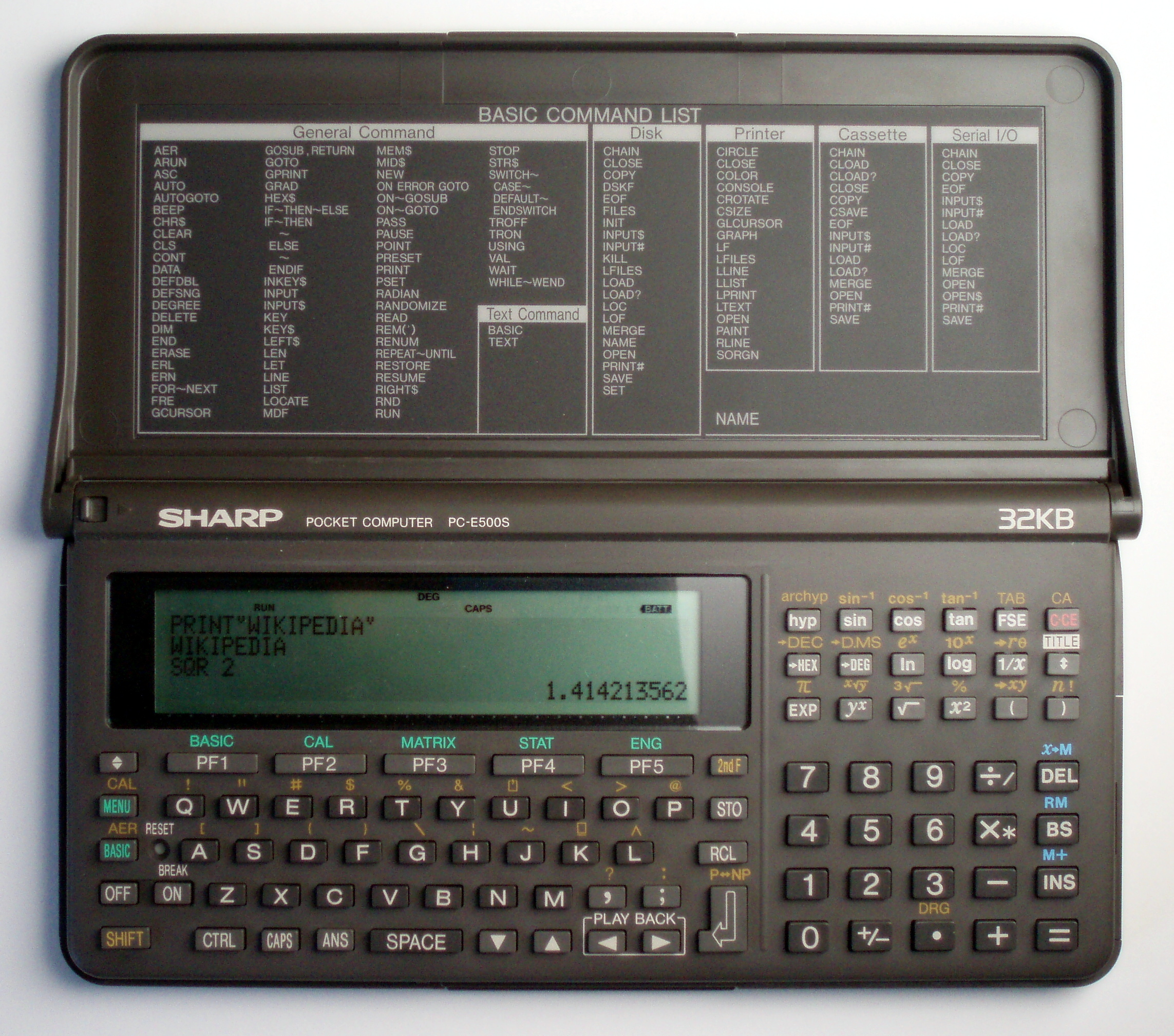
Un ordinateur de poche Sharp PC-E500S.

## Histoire
Il existe depuis 1979, avec la HP-41 qui a, entre autres, été utilisé comme « ordinateur de secours » dans la navette spatiale.
Cette catégorie d'ordinateurs est répandue principalement dans les années 1980, avec des constructeurs comme Sharp, Casio, Tandy/Radio Shack ou Hewlett-Packard. Ils sont programmables en BASIC ou en langage machine spécialisé.

## Magazine
L'Ordinateur de poche (appelé aussi l'OP) a été également un magazine publié dans les années 1980. À la fin de sa publication, il a été remplacé par la revue LIST.